# Hesíquio I, o Parta
Hesíquio I ou Húsico (em latim: Hesychius I ou Husicus I; em armênio: Հուսիկ Ա; romaniz.: Husik A), dito o Parto (em armênio: Պարթև; romaniz.: Part’ev), foi católico de 341/342 a 348. Era neto de Gregório, o Iluminador, filho de São Vertanes I e esteve ativo no reinado de Tigranes VII (r. 339–350). Desposou uma filha do rei Tiridates III (r. 298–330) e teve dois filhos, Papas e Atanágines. Foi espancado até a morte sob ordens de Tigranes em 348 após um desentendimento numa igreja. Ele é reverenciado como um santo.

## Vida
Hesíquio era um dos dois filhos do católico Vertanes, filho de Gregório, o Iluminador. Nasceu, foi educado e ordenado em Cesareia Mázaca na Capadócia. Casou-se com filha do rei Tiridates III (r. 298–330) e teve dois filhos, Papas e Atanágines, pai do posterior Narses I. Sucedeu seu pai como católico em 341 ou 342 e foi consagrado em Cesareia. Certo relaxamento ocorre em relação à austeridade religiosa que prevaleceu sob seu pai, a quem Hesíquio, ligado ao Primeiro Concílio de Niceia, toma como estímulo ao vício e retorno do paganismo. Censurou Tigranes VII por proibi-lo de entrar numa igreja num dia de festa em 348; o rei o prendeu e espancou até a morte, assim como estrangulou o corepíscopo sírio Daniel (às vezes apresentado como sucessor de Hesíquio) que ousou protestar. Seus filhos, considerados "indignos do sacerdócio" de acordo com Fausto, o Bizantino, "foram ambos abatidos no mesmo lugar", segundo Moisés de Corene. Mais provavelmente, ambos recusam a sucessão de catolicossado e são assassinados num banquete.  Farnarses de Astisata, um parente, então o sucedeu no trono católico.